# M/S Lagaholm
M/S Lagaholm var ett svenskbyggt lastfartyg som sänktes under andra världskriget.

## Historik
Lagaholm var det första fartyget som Svenska Amerika Mexiko Linien förlorade under andra världskriget. På sin jungfruresa fick hon sitt dop i både eld och vatten. Under resan över Atlanten i december 1929 rådde stormar och Lagaholm tog 22 dygn på sig att nå Boston. På resan hade även eld utbrutit i tändstickslasten som dock besättningen hade lyckats bekämpa. När Lagaholm låg i Havanna omkom fartygets övermaskinist K. Kjell i en olyckshändelse. Detta olycksdrabbade fartyg skulle så småningom möta sitt öde.

## Sänkningen
Lagaholm befann sig den 2 mars 1940 väster om Orkneyöarna då fartyget stoppades av en tysk ubåt. Lagaholm var på väg från New York till Göteborg via Kirkwall med tända lanternor och neutralitetsmärkena väl synliga. Chefen gav order om att besättningen skulle gå i livbåtarna. När dessa kommit bort från fartyget sänktes Lagaholm genom beskjutning med artilleri. Den ena livbåten med 13 man ombord seglade mot Orkneyöarrna och alla kom välbehållna dit. Den andra livbåten påträffades cirka 6 timmar senare av det norska motorfartyget Belapamela och räddades. Kaptenen, Erik Rudolf Berg, dog på sjukhus i Göteborg efter en hjärtinfarkt.

## Befälhavaren
- Erik Rudolf Berg

Född 1891 i Ljungs församling i Bohuslän. Berg avlade sin Nautiska examen i Göteborg, styrmansexamen 1918 och sjökaptensexamen året därpå. Han fick sedan anställning på America Mexiko Linien, där han tjänstgjorde som förste styrman i bl.a. S/S Gustavsholm och M/S Svaneholm. Han avled i Göteborg den 13 oktober 1940.